# UY Большой Медведицы
UY Большой Медведицы (лат. UY Ursae Majoris) — двойная затменная переменная звезда типа W Большой Медведицы (EW) в созвездии Большой Медведицы на расстоянии приблизительно 2473 световых лет (около 758 парсеков) от Солнца. Видимая звёздная величина звезды — от +12,9m до +12,7m. Орбитальный период — около 0,376 суток (9,0244 часов).